# Samuel Żytłowski
Samuił Wosipawicz Żytłouski, biał. Самуіл Восіпавіч Жытлоўскі (ur. 18 września?/30 września 1870 w Witebsku, zm. ?) – białoruski działacz społeczny i polityk narodowości żydowskiej. 
Urodził się w rodzinie kupieckiej. Ukończył gimnazjum realne w Smoleńsku, po czym kształcił się w Konserwatorium Moskiewskim – na Wydziałach Skrzypieckim i Dyrygentury. Był również wolnym słuchaczem na Wydziale Prawa Uniwersytetu Moskiewskiego. Po powrocie do Witebska nauczał muzyki, stworzył orkiestrę symfoniczną w mieście, którą dyrygował. Dawał koncerty jako skrzypek. 
W latach 1905–1906 mieszkał w Rydze, Sankt Petersburgu i Moskwie. Po wybuchu rewolucji październikowej wyjechał z rodziną do Wilna, później do Kowna. 
W rządzie Wacława Łastowskiego pełnił funkcję wiceministra handlu. 25 marca 1921 wszedł w skład rządu Białoruskiej Republiki Ludowej jako minister ds. mniejszości narodowych. Pod koniec marca tego roku podpisał umowę z działaczami białoruskimi na temat równouprawnienia Białorusinów i Żydów w państwie. 
Próbował zjednać żydowską diasporę dla poparcia idei niepodległej Białorusi – w tej sprawie odwiedził m.in. Berlin, Paryż i Londyn. 
Podczas pobytu w Gdańsku oprócz spraw białoruskich zaangażował się w rozwój żydowskiego ruchu narodowego - współtworzył organizacje „Ostjuden”, Komitet Pomocy Żydowskim Emigrantom oraz OSE (Międzynarodowy Związek Ochrony Zdrowia wśród Żydów).
Brat jego – słynny jidyszysta Chaim Żytłowski.